# Notopterophorides clarki
Notopterophorides clarki is een eenoogkreeftjessoort uit de familie van de Notodelphyidae. De wetenschappelijke naam van de soort is voor het eerst geldig gepubliceerd in 1951 door Illg.